# سيمون ناي
سيمون ناي (بالإنجليزية: Simon Nye)‏ هو كاتب سيناريو بريطاني، ولد في 29 يوليو 1958 في ساسكس في المملكة المتحدة.

## وصلات خارجية
- سيمون ناي على موقع IMDb (الإنجليزية)
- سيمون ناي على موقع ألو سيني (الفرنسية)
- سيمون ناي على موقع أول موفي (الإنجليزية)
- سيمون ناي على موقع قاعدة بيانات الأفلام السويدية (السويدية)
- سيمون ناي على موقع قاعدة بيانات الفيلم (الإنجليزية)
- سيمون ناي على موقع كينوبويسك (الروسية)